# Područje oko Markove jame kod Tara
Područje oko Markove jame kod Tara este o arie protejată (sit de importanță comunitară — SCI) din Croația întinsă pe o suprafață de 1.034,22 ha, integral pe uscat.

## Localizare
Centrul sitului Područje oko Markove jame kod Tara este situat la coordonatele 45°18′48″N 13°39′15″E / 45.313417°N 13.654037°E.

## Înființare
Situl Područje oko Markove jame kod Tara a fost declarat sit de importanță comunitară în iulie 2013 pentru a proteja 4 specii de animale.

## Biodiversitate
Situată în ecoregiunea mediteraneană, aria protejată conține 1 habitat natural: Peșteri inaccesibile publicului.
La baza desemnării sitului se află mai multe specii protejate de  mamifere (4): liliac cu aripi lungi (Miniopterus schreibersii), liliac cu urechi de șoarece (Myotis blythii), liliac cu picioare lungi (Myotis capaccinii), liliac comun (Myotis myotis).